# Галес
Галес (Галез) - персонаж античної міфології. Прибув до Італії з Греції. Його ім'я носить земля фалісків. Син Агамемнона або його супутник, засновник Фалерії та прабатько фалісків, або син Посейдона та засновник династії міста Вейї. Син віщуна. Друг Агамемнона (візник Агамемнона під Троєю), вождь осків та аврунків. Італійський герой. Під час війни, описаної в "Енеїді", вбив 4 воїнів, але вбитий Паллантом.